# Città Sant'Angelo
Città Sant'Angelo là một đô thị thuộc tỉnh Pescara trong vùng Abruzzo của Ý. Ý. Đô thị này có diện tích 61 km², dân số 11.573 người. Các làng trực thuộc: Annunziata, Villa Cipressi, Madonna della Pace, Crocifisso, Marina, San Martino, Fonte Umano. Città Sant'Angelo giáp các đô thị: Atri (TE), Cappelle sul Tavo, Collecorvino, Elice, Montesilvano, Silvi (TE)